# England Championship Special
England Championship Special, chiamato anche solo England su schermo, è un videogioco di calcio sviluppato dalla Tiertex e pubblicato nel 1991 per Amiga, Atari ST, Commodore 64 e MS-DOS dalla Grandslam Entertainments (all'epoca chiamata Grandslam Video). È incentrato sulla Nazionale maschile di calcio dell'Inghilterra, che è mostrata con fotografie ufficiali e la cui formazione può essere gestita in dettaglio.
La versione Commodore 64, durante l'azione di gioco, è molto simile a Italy 1990, sviluppato l'anno precedente sempre dalla Tiertex.
Erano previste anche versioni per Amstrad CPC e ZX Spectrum, che non furono mai realizzate.

## Modalità di gioco
Il primo giocatore controlla sempre l'Inghilterra, contro un'altra nazionale europea che può essere controllata da un secondo giocatore o dal computer. Si può giocare una partita singola, un torneo, o un'esercitazione nei tiri di rigore.
Il torneo ha il formato del Campionato europeo maschile di calcio 1992, con otto squadre divise in due gironi e poi le semifinali; il giocatore può scegliere quali avversarie compongono i due gironi tra molte nazionali. Sui computer a 16 bit (ossia escluso il Commodore 64) il torneo può essere salvato.
Tra le impostazioni generali si possono scegliere la durata degli incontri, fino anche al tempo reale di 90 minuti, il rischio di temporali che rendono il campo più scivoloso, e l'attivazione dei replay.
Il giocatore che controlla l'Inghilterra può scegliere la formazione e quali calciatori mettere in campo, tra i veri calciatori della nazionale dell'epoca, raffigurati con foto digitalizzate. Nella versione Commodore 64 non c'è però indicazione, durante la partita, di quale calciatore si stia controllando.
I calciatori hanno capacità individuali, rappresentate da quattro caratteristiche con valori 1-5: abilità, velocità, aggressività, forza (elencate nel manuale; solo sui 16 bit compaiono anche a video).
In partita la visuale è dall'alto, con scorrimento multidirezionale, sul campo orientato in verticale.
Si controlla il calciatore evidenziato, selezionato automaticamente come il più vicino alla palla, compreso il portiere. In difesa comunque si continua a controllare lo stesso calciatore finché si muove; l'eventuale cambio con il più vicino avviene quando il giocatore interrompe il movimento.
Una volta che si prende possesso della palla, questa rimane automaticamente "attaccata" ai piedi del calciatore mentre corre. Se si cambia direzione a 180° si vede una rotazione graduale del personaggio con la palla.
Chi ha la palla può calciare senza distinzione tra tiri e passaggi; per regolare la forza e l'altezza del calcio si tiene premuto più a lungo il pulsante.
Con la palla in volo è possibile il colpo di testa, che probabilmente era una caratteristica inedita in un gioco di calcio con vista dall'alto.
In difesa, per rubare palla sono possibili i contrasti e le scivolate; queste ultime si comandano con il pulsante e da dietro possono causare falli. Il portiere si può tuffare.
Il calcio di punizione può essere con barriera. 
Il calcio di rigore si effettua selezionando la direzione subito prima di tirare. Sui 16 bit il rigore avviene in una schermata fissa apposita, con il calciatore che tira inquadrato da dietro; su Commodore 64 avviene con la normale vista dall'alto.
Sui 16 bit quando interviene l'arbitro appare il suo volto in una finestrella.

## Accoglienza
England ricevette recensioni molto variabili dalla stampa di allora, alcune fortemente negative, e raramente davvero buone. Generalmente, comunque, si riteneva che non fosse all'altezza dei classici ai quali si ispira, come Microprose Soccer o Kick Off. Un difetto più volte evidenziato è la casualità dei passaggi lunghi, non potendo prevedere la presenza dei compagni fuori dallo schermo, soprattutto a causa dell'assenza di una minimappa.
La versione Commodore 64 ottenne una recensione molto buona da Your Commodore 79 (85%) e un voto abbastanza alto da Zzap! 58 (79%, sebbene la descrizione a parole non sia così positiva). Più spesso però fu giudicata negativamente, arrivando fino a ricevere un 23% da Commodore Format 11.
Anche le altre versioni, per sistemi più potenti, ricevettero una maggioranza di giudizi negativi, tra cui gli estremi di Amiga Joker 8 (16%) e Computer and Video Games 119 (21% Amiga). Alcune altre riviste lo considerarono discreto, ma con poco entusiasmo.